# 1924년 미국 상원의원 선거
1924년 미국 상원의원 선거는 1924년 11월 4일에 치러진 상원의원 선거다.

## 선거 결과
| 정당                | 선거결과 | 의석 수 |
| ------------------- | -------- | ------- |
| 공화당              | 21석     | 54석    |
| 민주당              | 13석     | 41석    |
| 미네소타 농민노동당 | 0석      | 1석     |